# Reverie (콘서트 투어)
《2025 BAEKHYUN WORLD TOUR "Reverie"》는 EXO의 멤버 백현의 두 번째 콘서트 투어이다.

## 개요
2025년 5월 1일, 백현의 단독 레이블인 INB100은 미니앨범 5집 〈Essence Of Reverie〉 발표 공식화에 이어 공식 SNS를 통해 백현의 첫번째 월드 투어의 세계 29개 도시와 총 36회에 걸친 국내외 상세 일정을 발표하였고, 뒤이어 2일에는 예매 일정이 공개되었으며, 티켓 예매는 5월 8일, 팬클럽 선예매가, 16일에는 일반 예매가 YES24를 통해 진행되었다.

## 투어 일정
| 일정             | 도시         | 국가           | 장소                         | 관객 동원     |
| 아시아           | 아시아       | 아시아         | 아시아                       | 아시아        |
| ---------------- | ------------ | -------------- | ---------------------------- | ------------- |
| 2025년 6월 7일   | 서울         | 대한민국       | 올림픽체조경기장             | 통산 25,000명 |
| 2025년 6월 8일   | 서울         | 대한민국       | 올림픽체조경기장             | 통산 25,000명 |
| 남아메리카       |              |                |                              |               |
| 2025년 6월 14일  | 상파울로     | 브라질         | 비브라 상파울로              | 통산 14,000명 |
| 2025년 6월 15일  | 상파울로     | 브라질         | 비브라 상파울로              | 통산 14,000명 |
| 2025년 6월 17일  | 산티아고     | 칠레           | 테아트로 콘포리칸            | 5,000명       |
| 북아메리카       |              |                |                              |               |
| 2025년 6월 20일  | 멕시코시티   | 멕시코         | 펩시 센터 WTC                | 3,000명       |
| 2025년 6월 23일  | 뉴어크       | 미국           | 프루덴셜 센터                | 10,000명      |
| 2025년 6월 25일  | 잉글우드     | 미국           | 로즈먼트 시어터              | 4,000명       |
| 2025년 6월 28일  | 휴스턴       | 미국           | 스마트 파이낸셜 센터         | 6,000명       |
| 2025년 7월 1일   | 시애틀       | 미국           | 와무 시어터                  | 5,000명       |
| 2025년 7월 3일   | 오클랜드     | 미국           | 오클랜드 아레나              | 13,000명      |
| 2025년 7월 6일   | 잉글우드     | 미국           | KIA 포럼                     | 12,000명      |
| 유럽             |              |                |                              |               |
| 2025년 7월 13일  | 베를린       | 독일           | 우버 잇츠 뮤직 홀            | 4,000명       |
| 2025년 7월 16일  | 파리         | 프랑스         | 아디다스 아레나              | 7,000명       |
| 2025년 7월 18일  | 암스테르담   | 네덜란드       | AFAS 라이브                  | 6,000명       |
| 2025년 7월 20일  | 밀라노       | 이탈리아       | 파브리크 밀라노              | 2,000명       |
| 2025년 7월 22일  | 런던         | 영국           | 웸블리 아레나                | 12,000명      |
| 오세아니아       |              |                |                              |               |
| 2025년 8월 1일   | 멜버른       | 오스트레일리아 | 페스티벌 홀                  | 5,000명       |
| 2025년 8월 3일   | 시드니       | 오스트레일리아 | 호던 파빌리언                | 5,000명       |
| 아시아           |              |                |                              |               |
| 2025년 8월 16일  | 자카르타     | 인도네시아     | 인도네시아 컨벤션 전시장 5홀 | 10,000명      |
| 2025년 8월 23일  | 쿠알라룸푸르 | 말레이시아     | IDEA 라이브 KL               | 7,000명       |
| 2025년 8월 30일  | 마카오       | 마카오         | 갤럭시 아레나                | 통산 24,000명 |
| 2025년 8월 31일  | 마카오       | 마카오         | 갤럭시 아레나                | 통산 24,000명 |
| 2025년 9월 6일   | 방콕         | 태국           | 바이텍 라이브                | 통산 14,000명 |
| 2025년 9월 7일   | 방콕         | 태국           | 바이텍 라이브                | 통산 14,000명 |
| 2025년 9월 13일  | 도쿄         | 일본           | 케이오 아레나 도쿄           | 통산 20,000명 |
| 2025년 9월 14일  | 도쿄         | 일본           | 케이오 아레나 도쿄           | 통산 20,000명 |
| 2025년 9월 20일  | 타이베이     | 대만           | NTSU 아레나                  | 통산 30,000명 |
| 2025년 9월 21일  | 타이베이     | 대만           | NTSU 아레나                  | 통산 30,000명 |
| 2025년 9월 27일  | 홍콩         | 홍콩           | 아시아 월드 아레나           | 통산 24,000명 |
| 2025년 9월 28일  | 홍콩         | 홍콩           | 아시아 월드 아레나           | 통산 24,000명 |
| 2025년 10월 4일  | 하노이       | 베트남         | 마이딘 실내 육상 경기장      | 8,000명       |
| 2025년 10월 12일 | 고베시       | 일본           | GLION 아레나 고베            | 통산 20,000명 |
| 2025년 10월 13일 | 고베시       | 일본           | GLION 아레나 고베            | 통산 20,000명 |
| 2025년 10월 18일 | 마닐라       | 필리핀         | 몰 오브 아시아 아레나        | 15,000명      |
| 2025년 11월 1일  | 싱가포르     | 싱가포르       | 싱가포르 인도어 스타디움     | 10,000명      |

## 세트 리스트
- Opening VCR -
- YOUNG
- Ghost
- Pineapple Slice

- Ment -
- Woo
- Underwater
- Bambi

- VCR #2 -
- Chocolate
- Rendez-Vous
- Good Morning

- Ment -
- Love Comes Back
- Lemonade
- UN Village

- Ment -
- Truth Be Told
- Cold Heart
- Psycho

- VCR #3 -
- Black Dreams
- Betcha
- Candy

- Ment -
- Elevator

- Encore VCR -
- No Problem
- 공중정원 (Garden In The Air)
- Love Again

- Ment -
- 놀이공원 (Amusement Park)

## 취소된 일정
| 일정             | 도시   | 국가 | 장소                           | 비고 |
| ---------------- | ------ | ---- | ------------------------------ | ---- |
| 2025년 10월 25일 | 애지현 | 일본 | 아이치 스카이 엑스포 전시 홀 A | -    |
| 2025년 10월 26일 | 애지현 | 일본 | 아이치 스카이 엑스포 전시 홀 A | -    |

## 제작
- 주최, 주관 : 아이앤비100, 밝은누리